# Natasha Hunt
Natasha "Mo" Hunt (Gloucester, 21 de março de 1989) é uma jogadora de rugby sevens britânica.

## Carreira
Hunt integrou o elenco da Seleção Britânica Feminina de Rugbi de Sevens nos Jogos Olímpicos Rio 2016, que foi quarta colocada.